# 吕祖翼
吕祖翼（?—?），安徽旌德人，光绪三十年（1904年）进士登第，以主事分部学习。民国成立后，曾任参议院议员安徽省代表。